# شراب سیب

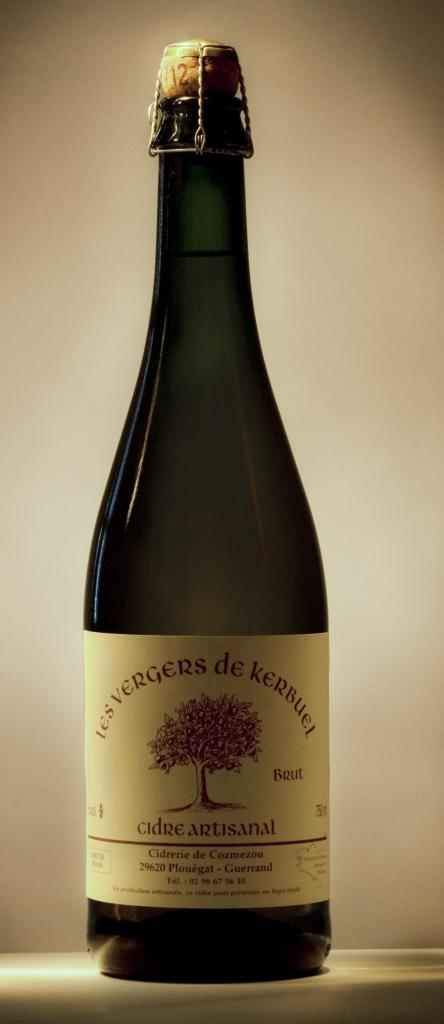
یک بطری شراب سیب.

شَراب سیب، سیباب یا سیدر (به انگلیسی: Cider) (به فرانسوی: Cidre) یک شراب تخمیر شده از آب‌میوه و از نوشیدنی‌های الکلی است. این شراب بیشتر و به شکل سنتی از آب سیب ساخته می‌شود امّا گاهی آن را با هلو، گلابی و دیگر میوه‌ها نیز می‌پرورند. این شراب در بیشتر با دامنهٔ ۱٫۲٪ میزان الکل تا ۸٫۵٪ یا بیشتر الکلی می‌شود.

## خوانش بیشتر
- Farmhouse Cider & Scrumpy, Bob Bunker 1999
- Household Cyclopedia, 1881
- The History and Virtues of Cyder, R. K. French (Robert Hale 1982 - reprinted 2010)